# يربوع مصري صغير
اليربوع المصري صغير (الاسم العلمي: Jaculus jaculus) هو قارض صغير أفريقي وشرق أوسطي. نظامه الغذائي يتكوّن من الأعشاب والبذور، أما حاجياته للماء للبقاء على قيد الحياة قليلة جدا. اليربوع وهو من أجمل القوارض في الصحراء وقد رُصِد منه نوعان الأول الذي نحن بصدده وهو اليربوع الصغير وهو متواجد بكثرة في الجزيرة والثاني أكبر حجماً ويسمى بالشيرازي ولديه خمسة أصابع في قدمه وأذناه طويلتان وهو نادر المشاهدة.
و اليربوع الصغير يعيش في جميع البلاد العربية وشمال أفريقيا والجنوب الغربي لإيران وسواحل إيران الغربية.
أما اليربوع الفراتي (الشيرازي) فيتواجد جنوباً إلى الكويت والعراق وسوريا وفلسطين ولبنان وشمال إيران وتركيا وبلاد القوقاز.
و اليربوع حيوان ليلي انفرادي ويتمتع بسمع حاد حيث أن أذناه طويلتان ويستجيب للأصوات الحادة فمثلاً لا يستجيب لصوت إغلاق باب السيارة كاستجابته لصوت غالق الكاميرا، ويتمتع بحاسة شم قوية يستفيد منها بتجنب أعدائه.
الجزء العلوي منه بِلون أصفر ترابي والجزء السفلي منه أبيض، ويبلغ طول جسمه من أنفه إلى بداية الذيل 11سم. وله أذنان طويلتان (2.5سم) وعينان كبيرتان وذيل طويل (20سم) ذو شعر قصير وينتهي بخصلة لونها أسود وأبيض. وله يدين قصيرتين (2.5سم) في كل منهما خمس أصابع، الإصبع الخامس قصيرة جداً (2ملم). أما رجلاه فطويلتان إذ يبلغ طولهما 11سم ويوجد فيهما ثلاث أصابع فقط وينبت شعر طويل ما بين أصابع رجليه وكذلك أسفل رجليه ليتكون أسفل الرجل ما يشبه الوسادة لتخفف ضربات رجله عندما يقفز. ويوجد في مقدمة وجهه شارب كبير كشارب القط لكنه أطول وتوجد شعرة طويلة (9سم) ثم أقصر ثم أقصر وتساعده هذه الشعرات المتجه لجميع الجهات لاستشعار أي حركة قريبة منه. ونظره أضعف من الفأر والقنفذ.
ورِجلا اليربوع كما أسلفنا طويلتان ومرِنتان تساعدانه بالقفز عالياً وتصل قفزته إلى المتر ارتفاعاً عمودياً، وبسبب مرونة رجليه كالزمبرك يستطيع الانتقال إلى مسافات طويلة جداً بحثاً عن غذائه بطاقة قليلة. وغذائه يتكون من جذور النباتات وبراعم النبات الصغيرة والبذور والحبوب، ولا يشرب الماء حتى وإن توفّر له ذلك حيث يكتفي بالرطوبة التي في النبات. ويحفر جحره باتجاه انحداري ليصل العمق من متر إلى مترين ويحفر حفر جانبية تخرج إلى السطح وتساعده في الهروب من أعدائه ويتكون عش اليربوع من شعر الجمل وأغصان النباتات.
و اليربوع من الثديات الليلية المعيشة حيث يخرج ليلاً للبحث عن طعامه وبما أنه سريع الحركة فهو يستطيع التخلص من أعدائه (كالثعابين) لذلك تجده يبتعد كثيراً عن جحره لمسافات طويلة بعكس الفئران التي دائماً تكون حذرة وقريبة من جحورها حتى إذا ما أحست بالخطر دخلت جحرها. وعادة ما تغلق الجرابيع جحورها في الصيف بالرمل الخفيف أو الشعر أما لحماية نفسها من الأعداء أو للمحافظة على رطوبة الجحر.
يستخدم اليربوع ذيله للاستناد عليه عند الوقوف ويستخدم كذلك أكواع رجليه، ويستخدم الذيل لحفظ توازنه عند القفز وعند تغيير اتجاه سيره.
وتتكاثر الجرابيع ثلاث مرات في السنة وتضع صغارها من أربع إلى خمس بعد مدة حمل تصل إلى خمسة وعشرين يوم. وتبقى الأم بجانب صغارها في العش ترضعهم وكذلك الأب يبقى قريب منهم وبعد خمسة أسابيع تفتح الصغار عينيها وتخرج مع أمها خارج العش، وبعد 9 أسابيع تترك الصغار والديها.
اليربوع من الصعب أن يتوالد في الأسر وإذا وضعت الأنثى تتركهم يموتون ويعيش اليربوع من 5 إلى 6 سنوات في الأسر.